# Arri Alexa
ARRI Alexa е серия от професионални цифрови кинокамери, разработени от германския производител Arri. Първата камера от линията е представена през 2010 г. и бързо се превръща в стандарт в киноиндустрията. Alexa предлага висока цветова прецизност, широк динамичен диапазон и поддръжка на формати като ARRIRAW и Apple ProRes.

## История
След по-ранни опити с цифрови модели като D-20 и D-21 Arri представя първата Alexa през 2010 г., използвайки CMOS сензор ALEV III. Камерите са създадени като дигитална алтернатива на 35-mm филмова лента, с дизайн и интерфейс, насочени към професионални оператори.
През годините Arri разширява серията с различни модели, включително компактната Alexa Mini (2015), шипокоформатната Alexa LF (2018), и Alexa 35 (2022) с нов сензор ALEV IV и до 17 стопа динамичен диапазон.

## Основни модели
- Alexa Classic – оригиналната версия от 2010 г.
- Alexa Plus – с безжично управление и LDS (Lens Data System).
- Alexa Studio – включва механичен затвор и оптичен визьор.
- Alexa XT – запис на ARRIRAW вътрешно, XR модул.
- Alexa Mini – компактен модел за стабилизатори и дронове.
- Alexa LF – сензор с голям формат (36,7 × 25,54 mm), запис в 4,5K.
- Alexa Mini LF – комбинация от LF сензор и компактно тяло.
- Alexa 35 – пусната през 2022 г., с нов ALEV 4 сензор, 4,6K запис и 17 стопа динамичен обхват.
- Alexa 65 – камера с 65-mm цифров сензор, достъпна само чрез Arri Rental.

## Технически характеристики
- CMOS Super 35 или Large Format сензори;
- до 4,6K (Alexa 35);
- поддръжка на Log-C и Rec.709;
- запис на ProRes, DNxHD, ARRIRAW;
- висок динамичен диапазон: 14 – 17 стопа;
- вътрешен ND филтър в някои модели;
- надежден и модулен дизайн.

## Използване в киното
Камерите от серията ARRI Alexa са използвани в множество игрални филми, спечелили награди за най-добра кинематография:
- Hugo (2011);
- Life of Pi (2012);
- Gravity (2013);
- Birdman (2014);
- The Revenant (2015);
- 1917 (2019);
- Dune (2021);
- The Batman (2022).[източник? (Поискан днес)]